# Soucieu-en-Jarrest
Soucieu-en-Jarrest is een gemeente in het Franse departement Rhône (regio Auvergne-Rhône-Alpes). De plaats maakt deel uit van het arrondissement Lyon. Soucieu-en-Jarrest telde op 1 januari 2022 4.652 inwoners.

## Geografie
De oppervlakte van Soucieu-en-Jarrest bedroeg op 1 januari 2022 14,2 vierkante kilometer; de bevolkingsdichtheid was toen 327,6 inwoners per km².

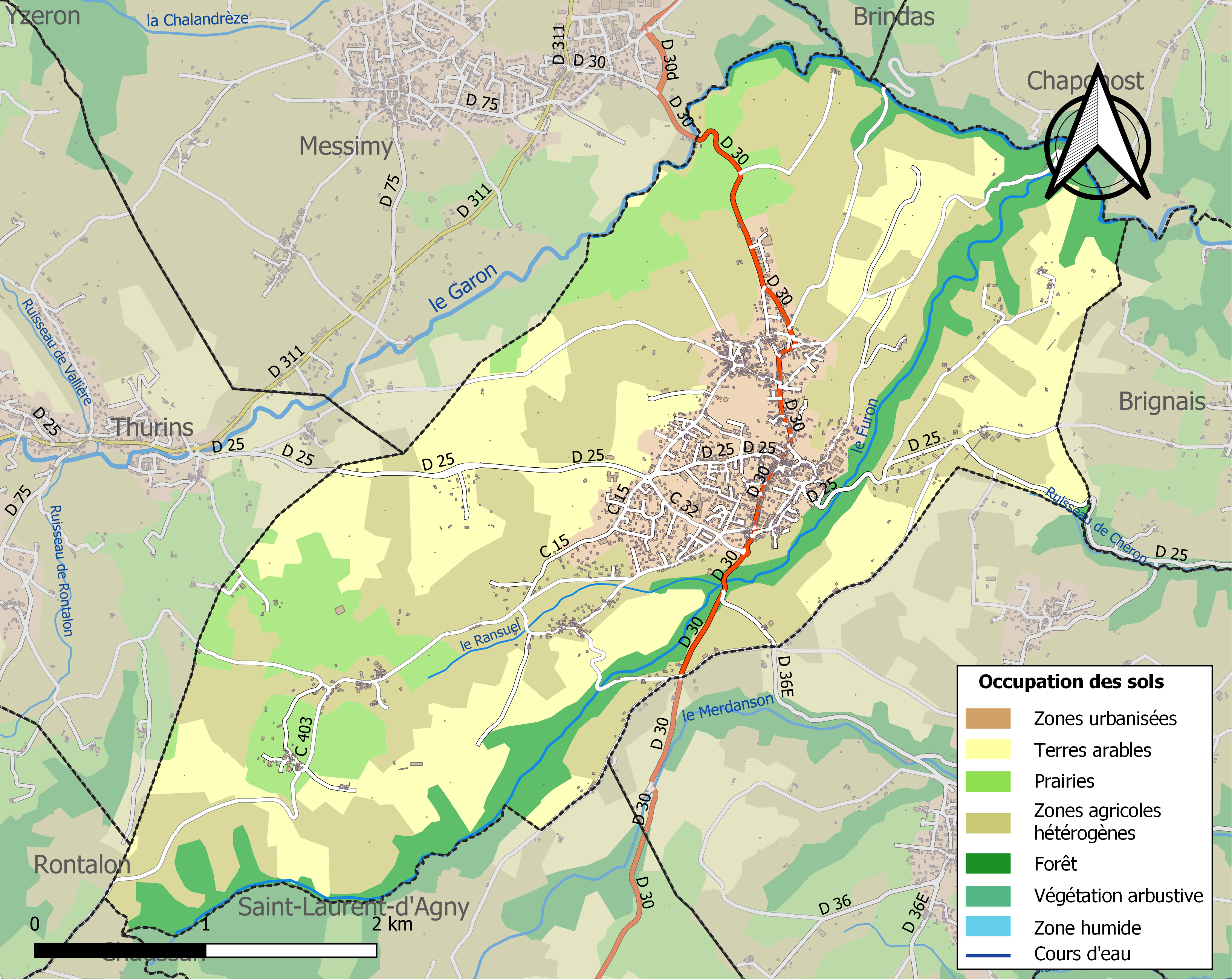
Kaart van de gemeente met de belangrijkste infrastructuur, bodemgebruik en omliggende gemeenten

## Demografie
Onderstaande figuur toont het verloop van het inwonertal (bron: INSEE-tellingen).